# NGC 3749
NGC 3749 is een spiraalvormig sterrenstelsel in het sterrenbeeld Centaur. Het hemelobject werd op 21 april 1835 ontdekt door de Britse astronoom John Herschel.

## Synoniemen
- ESO 320-8
- MCG -6-26-2
- AM 1133-374
- IRAS11333-3743
- PGC 35861